# Paracompsus luteibasis
Paracompsus luteibasis es una especie de coleóptero de la familia Attelabidae.

## Distribución geográfica
Habita en la India y Nepal.